# Ubytek w przegrodzie międzyprzedsionkowej
Ubytek w przegrodzie międzyprzedsionkowej (ang. atrial septal defect, ASD) – jedna z najczęstszych wrodzonych wad serca, stanowiąca 3–14% wad serca pod postacią jednego lub więcej otworów w przegrodzie międzyprzedsionkowej powodujących przeciek lewo-prawy. Najczęściej jest wadą izolowaną. 

## Anatomia wady
Wyróżnia się ubytki typu:
- otworu wtórnego (typu dołu owalnego, ostium secundum, ASD II), występujący zazwyczaj w miejscu otworu owalnego, który w trakcie życia płodowego umożliwia przepływ krwi z prawego do lewego przedsionka z ominięciem płuc. Jest on najczęstszym z ubytków przegrody międzyprzedsionkowej. W okolicy ujścia żyły głównej dolnej występuje dolny, a w okolicy ujścia żyły głównej górnej górny ubytek zatokowy. Ubytek w okolicy dołu owalnego może współistnieć z tętniakiem przegrody międzyprzedsionkowej. Tętniaki te mogą występować z małym przeciekiem, jak w przetrwałym otworze owalnym (typ A), z większym przeciekiem, jak w ubytku przegrody międzyprzedsionkowej (typ B), z dwoma (typ C) lub wieloma perforacjami (typ D) i przeciekami. Tętniaki przegrody międzyprzedsionkowej zdiagnozowane w okresie niemowlęcym mogą ulegać samoistnej poprawie pod względem liczby otworów (perforacji); jest to raczej mało prawdopodobne u starszych pacjentów[2].
- otworu pierwotnego (typu kanału przedsionkowo-komorowego, ostium primum, ASD I), umiejscowiony nad zastawkami przedsionkowo-komorowymi.
- sinus venosus (typu żyły głównej górnej lub dolnej, SV-ASD). Znajdują się tuż przy ujściu żyły głównej górnej lub żyły głównej dolnej.
- zatoki wieńcowej związany z całkowitym lub częściowym brakiem przegrody pomiędzy zatoką wieńcową i lewym przedsionkiem. Często związany z przetrwałą żyłą główną lewą uchodzącą do zatoki wieńcowej. Najrzadszy z ubytków przegrody międzyprzedsionkowej.

Najczęściej osobno klasyfikowany ze względu na szereg cech jest przetrwały otwór owalny (patent/persistent foramen ovale, PFO). Nie jest patologią w ścisłym tego słowa znaczeniu gdyż występuje u około 20–30% ludzi. Jego budowa sprawia, że ma funkcję zastawki i zapobiega istotnemu przeciekowi krwi z lewego do prawego przedsionka.

## Objawy i przebieg
Objawy są zazwyczaj słabo uchwytne, mało nasilone, zależne od wielkości przecieku lewo-prawo przez połączenie między przedsionkami. Wskutek zwiększenia przepływu płucnego może dojść do przeciążenia prawego przedsionka i prawej komory.
- cichy, miękki protomezosystoliczny szmer nad sercem, najlepiej słyszalny w II lub III lewym międzyżebrzu przy mostku, wynikający z względnej stenozy tętnicy płucnej
- szerokie i sztywne rozdwojenie II tonu serca
- w ASD I może występować szmer niedomykalności mitralnej i (lub) trójdzielnej.

### Powikłania
- nawracające zapalenia płuc
- niewydolność krążenia:
  - powiększenie wątroby
  - utrwalona tachykardia
  - sinica obwodowa
  - duszność
  - obrzęki
- nadciśnienie płucne
- zapalenie wsierdzia
- zator skrzyżowany
- migrena. Istnieją doniesienia kojarzące występowanie PFO z migreną[3]

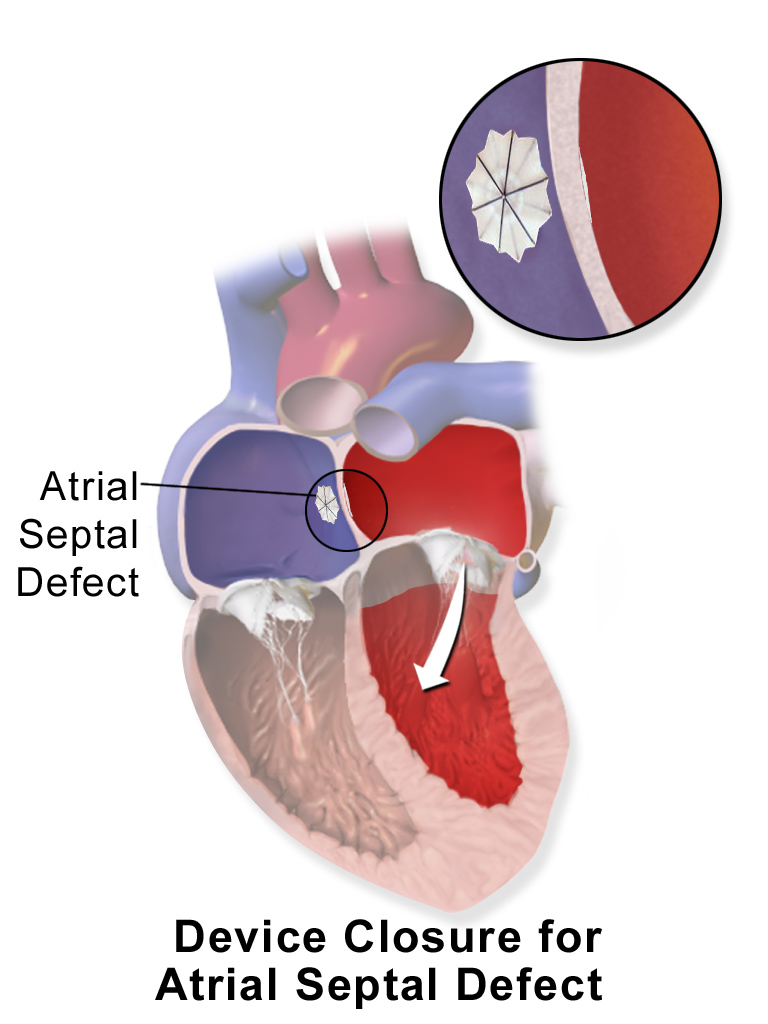
Przezskórne zamknięcie ASD II tzw. zapinką drogą cewnikowania

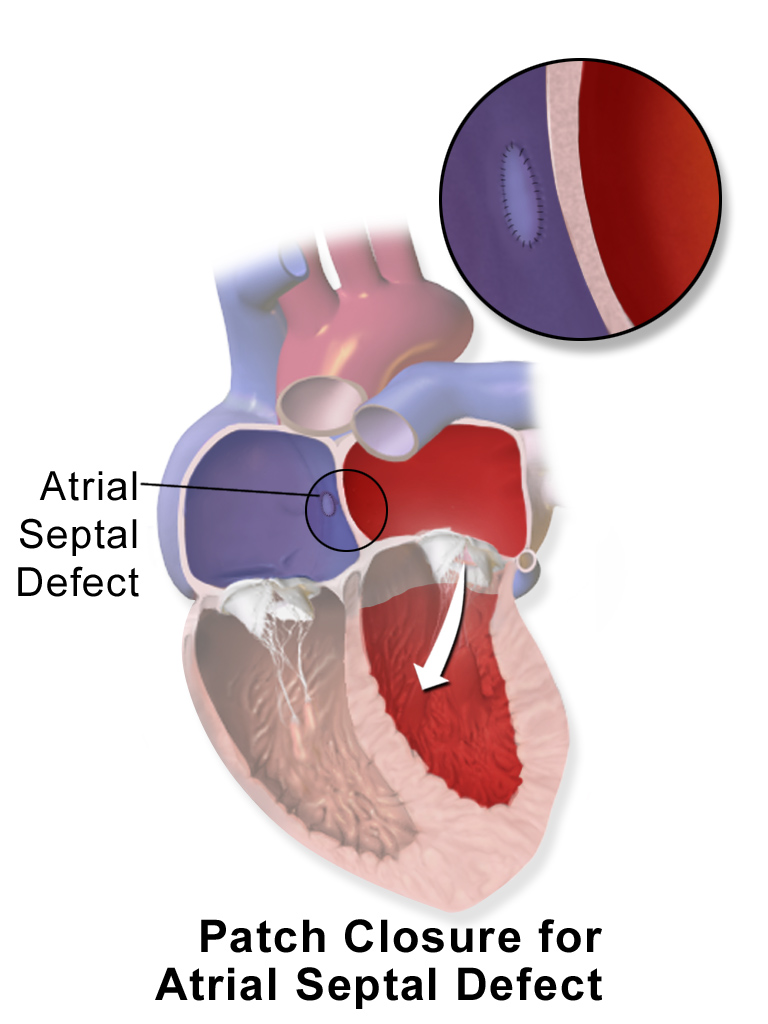
Chirurgiczne zamknięcie ASD II łatą z tworzywa sztucznego

## Rozpoznanie
Rozpoznanie stawia się na podstawie:
- badania przedmiotowego serca - patologiczny szmer nad sercem i rozdwojenie II tonu nad  zastawką tętnicy płucnej
- rtg klatki piersiowej - poszerzenie prawego przedsionka i prawej komory z uwypukleniem cienia tętnicy płucnej z wzmożonym rysunkiem płucnym
- Ekg - w dużych przeciekach dekstrogram, cechy przerostu prawej komory serca lub/i blok prawej odnogi pęczka Hisa
- ultrasonografii dopplerowskiej do potwierdzenia rozpoznania
- w przypadku braku dodatkowych anomalii cewnikowanie serca nie jest konieczne

## Leczenie
Obecność ubytku przegrody międzyprzedsionkowej nie oznacza konieczności podjęcia leczenia.
Wskazaniami do interwencji mogą być:
- obecność istotnego przecieku przez przegrodę międzyprzedsionkową z przepływem płucnym co najmniej 1,5 raza większym niż przepływ systemowy (Qp/Qs > 1,5) z przeciążeniem prawej komory serca
- nadciśnienie płucne
- zaburzenia rytmu serca
- zator skrzyżowany

Interwencja może być przeprowadzona na dwa sposoby:
- przezskórne zamknięcie ASD II podczas cewnikowanie serca  przy użyciu specjalnej zapinki skonstruowanej przez Kurta Amplatza (ang. Amplatzer Septal Occluder) lub Cardio-Seal (ang. Cardio-Seal Device)  jest procedurą pierwszego wyboru o niskim odsetku powikłań.  Powikłaniami są np. embolizacje okludera, perforacje, choroba zakrzepowo-zatorowa, zator powietrzny, arytmie. Ubytki z brakującymi lub niewystarczającymi brzegami do sąsiednich struktur (płucnej, żyły głównej, zastawek AV) nie są dostępne do interwencyjnego zamknięcia. W zasadzie ubytków przegrody pierwotnej i zatok żylnych nie powinno zamykać się przezskórnie[1][2][5].

- zabieg chirurgiczny aktualnie wykonywany jest w przypadku anatomicznych ograniczeń (małe ranty ubytku, położenie przy ujściach żył głównych). Operacja polega na bezpośrednim zamknięciu ubytku przy użyciu szwu lub przy zastosowaniu łatki z materiału biologicznego, np. osierdzia, lub syntetycznego w krążeniu pozaustrojowym[1].

## Klasyfikacja ICD10
| kod ICD10     | nazwa choroby                                                                             |
| ------------- | ----------------------------------------------------------------------------------------- |
| ICD-10: Q21.2 | Wrodzony ubytek przegrody międzyprzedsionkowej (typu I – ostium primum)                   |
| ICD-10: Q21.1 | Wrodzony ubytek przegrody międzyprzedsionkowej (typu II – ostium secundum)                |
| ICD-10: I23.1 | Ubytek przegrody międzyprzedsionkowej będący następstwem ostrego zawału mięśnia sercowego |